# Parc national du Bundala
Le parc national du Bundala est une zone d'hivernage d'importance internationale pour la migration des oiseaux d'eau au Sri Lanka. Le Bundala accueille 197 espèces d'oiseaux, l'élément principal étant le Flamant rose, elle abrite parfois plus de 20 000 oiseaux. Le parc compte également un certain nombre d'éléphants et de léopards. Le Bundala a été désigné sanctuaire de la vie sauvage en 1969 et reclassé parc national le 4 janvier 1993. En 1990 le Bundala devient la première zone humide du Sri Lanka à être désignée comme site Ramsar. En 2005 le parc national a été désigné comme réserve de biosphère par l'UNESCO, la quatrième réserve de biosphère du Sri Lanka. Le parc national est situé à 245 km au sud est de Colombo.

## Caractéristiques physiques
Le parc national de Bundala est composé de quatre lagons, le lagon de Bundala 520 ha, le lagon de Embilikala de 430 ha, le lagon de Malala de 650 ha et le lagon de Koholankala 390 ha.
La zone du parc repose essentiellement sur les gneiss à hornblende-biotite de la série orientale du Vijayan.
Le climat sec du sud du pays prévaut ici. Le Bundala reçoit 1 074 mm de précipitations annuelles. Bien que le secteur reçoive des précipitations substantielles durant la saison de la mousson, le climat sec persiste le reste de l'année. La proximité de l'océan Indien permet d'adoucir les températures. La température moyenne annuelle est d'environ 28 °C, mais elle augmente en avril, mai et juin. Le parc national a une humidité relative moyenne importante de 80 %.

## Faune et flore
Les zones écologiques du parc national contiennent sept habitats terrestres et six de zones humides. Le nombre d'espèces de plantes recensées est de 383 avec les arbustes épineux secs et les herbes étant la vie végétale la plus abondante. Cela inclut 6 espèces endémiques et 7 espèces menacées au Sri Lanka. Le Bundala contient également un petit secteur de mangrove dans le lagon de Bundala.
324 espèces de vertébrés ont été recensées dans le parc national, dont 32 espèces de poissons, 15 espèces d'amphibiens, 48 espèces de reptiles, 197 espèces d'oiseaux et 32 espèces de mammifères parmi lesquelles cinq sont considérées comme menacées.
Parmi les invertébrés on compte 52 espèces de papillons, dont Troides darsius, le plus grand papillon du Sri Lanka. Les espèces les plus communes sont Appias wardii, Ixias pyrene et Colotis amata.
Le phytoplancton dans tous les lagons est dominé par les algues bleu-vert incluant des espèces comme Macrocystis, Nostoc, Oscillatoria. Hydrilla se trouve en abondance dans les lagons Embilikala and Malala. La Jacinthe d'eau, les Nymphaéacées et les Massettes se trouvent dans les marais et les ruisseaux. La végétation consiste surtout en des buissons d'Acacia comme Dichrostachys cinerea, Randia dumetorum, les Ziziphus sp., Gymnosporia emarginata, Carissa spinarum, Capparis zeylanica et Cassia spp.. En forêt, les arbres sont Bauhinia racemosa, Salvadora persica, Drypetes sepiaria, Manilkara hexandra et moins courants Chloroxylon swietenia, le Margousier et Limonia acidissima. Les plantes halophytes prospèrent dans les conditions environnementales du parc. Salicornia brachiata et Halosarcia indica sont des exemples de plantes tolérantes au sel. L'arbre Lumnitzera racemosa se retrouve dans de petites zones de mangroves.

### Oiseaux
Le Bundala est un important sanctuaire d'oiseaux. Environ 100 espèces d'Anatidae habitent les zones humides du Bundala, la moitié d'entre eux étant des espèces migratrices. Le Flamant rose qui visite le parc en groupes importants de plus de 1 000 individus, depuis le Rann de Kutch en Inde est l'espèce phare de la migration dans le parc. Il y a d'autres espèces d'oiseaux d'eau présentes en grand nombre comme le Dendrocygne siffleur, la Sarcelle d'été, le Cormoran de Vieillot, le Cormoran à cou brun, le Héron cendré, l'Ibis à tête noire, la Spatule blanche, le Bec-ouvert indien, le Tantale indien, des Limicoles de moyenne taille du genre Tringa et des petits Limicoles du genre Charadrius. Le Jabiru d'Asie, le Marabout chevelu et la Foulque macroule font partie des oiseaux rares fréquentant le parc.

### Mammifères
La forêt est un habitat important pour l'Éléphant du Sri Lanka en danger de disparition, la plus grande sous-espèce d'Éléphant d'Asie. Le Sambar du Sri Lanka, la Panthère du Sri Lanka, le Sanglier, la Mangouste Indienne grise, l'Ours lippu du Sri Lanka, le Cerf axis du Sri Lanka, la Civette indienne, le Chacal doré et le Porc-épic indien sont les autres mammifères qui vivent dans le parc.

### Poissons, reptiles et amphibiens
Le Bundala abrite plusieurs formes de poissons dont des espèces d'eaux salées, marines, saumâtres et d'eau douce. Anguilla bicolor, Ambassis gymnocephalus, le Chanos et Channa striata sont des exemples respectifs de ces quatre catégories. Le Bundala est l'une des quelques zones où les deux espèces de crocodiles du Sri Lanka, le Crocodile des marais et le Crocodile marin, peuvent être observées simultanément Le rivage voisin de Bundala est un lieu de ponte pour les cinq espèces de tortues marines en danger qui migrent au Sri Lanka. L'herpétofaune du Bundala inclut également deux espèces endémiques, un crapaud et un serpent, Duttaphrynus atukoralei et le Xenocrophis de Boulenger.

## Activités humaines durables
Le temple Kirinda, qui a été construit sur le site où le vaisseau transportant la princesse Viharamahadevi arriva durant le règne du roi Kavan Tissa (205 BC–161 BC) est situé dans la zone de transition du parc national. La zone tampon inclut quatre villages avec approximativement 3800 habitants. L'occupation principale de ces communautés locales inclut l'élevage, la pêche, l'agriculture et l'exploitation de dépôts de coquilles fossiles pour la production de chaux. Il y a des organisations de fermiers et des coopératives de pêche afin de réguler la pêche, trouver des revenus alternatifs pour les pêcheurs et encourager des méthodes de pêche appropriées dans les zones protégées.

## Menaces
L'ancien chercheur de l'UICN Dr. Channa Bambaradeniya a identifié quatre menaces principales affectant la biodiversité du Bundala : la destruction et la fragmentation des habitats, l'exploitation des espèces, la sécheresse prolongée et l'expansion des espèces invasives et les pratiques culturales non planifiées de façon adéquate. Le Bundala souffre de l'expansion de deux espèces de plantes envahissantes dont on estime qu'elles recouvrent désormais près de 60 % de sa surface terrestre. Le cactus Opuntia dillenii originaire d'Amérique du Sud couvre le sol et le Prosopis juliflora (en cingalais "Katu Andara") se développe au-dessus, empêchant la lumière du soleil d'atteindre les autres plantes. Une recherche conduite par l'Institut international de gestion de l'eau a révélé que l'eau dans quatre des cinq lagons du Bundala était contaminée du fait de son programme de développement détournant les eaux de ruissellement agricoles dans les lagons du parc du Bundala, détruisant ainsi la faune aquatique dont les oiseaux se nourrissent.

## Présentation
Quatre lagons d'eaux saumâtres, peu profondes, forment la plus grande partie du parc. Bundala est la zone d'hivernage la plus importante du sud du Sri Lanka pour les oiseaux migrateurs de rivages.

## Animaux sauvages du Bundala

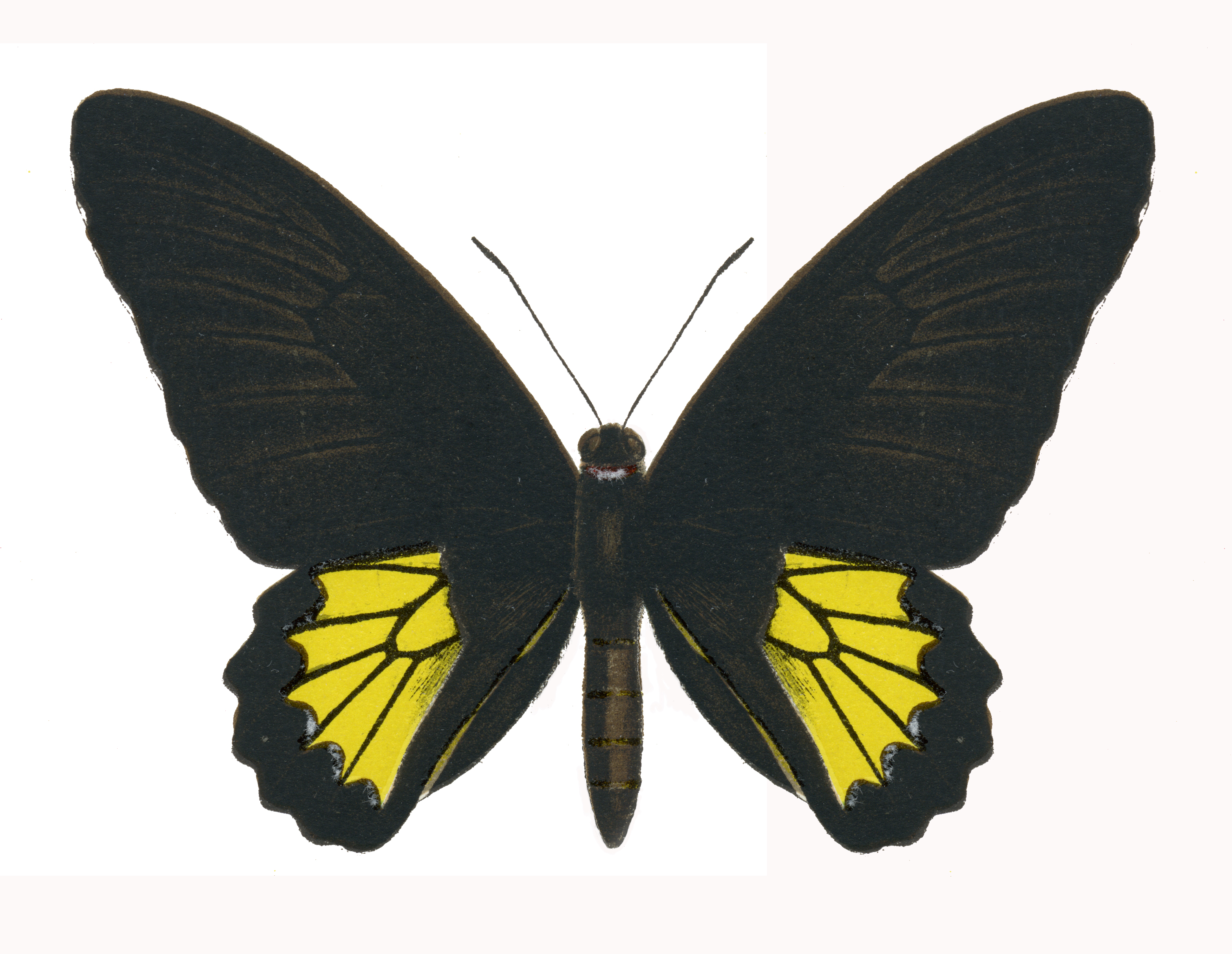
Troides darsius
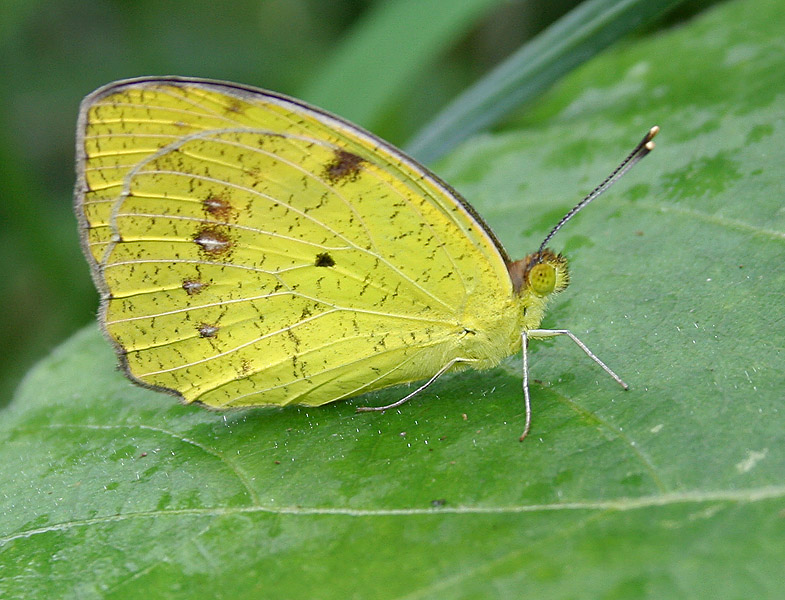
Ixias pyrene
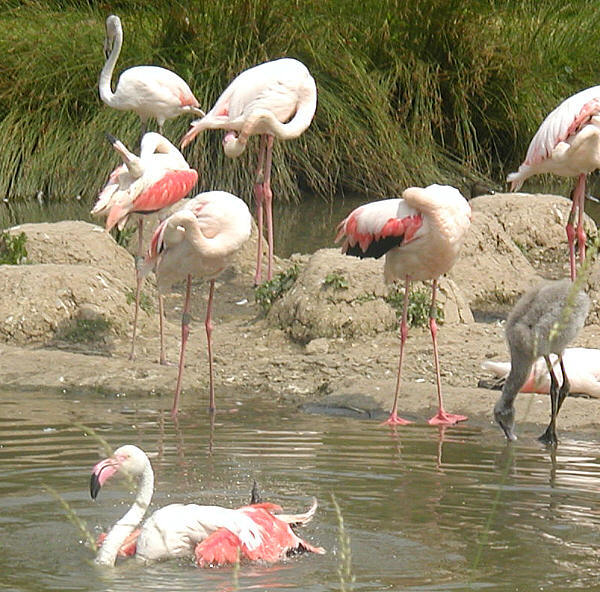
Flamant rose
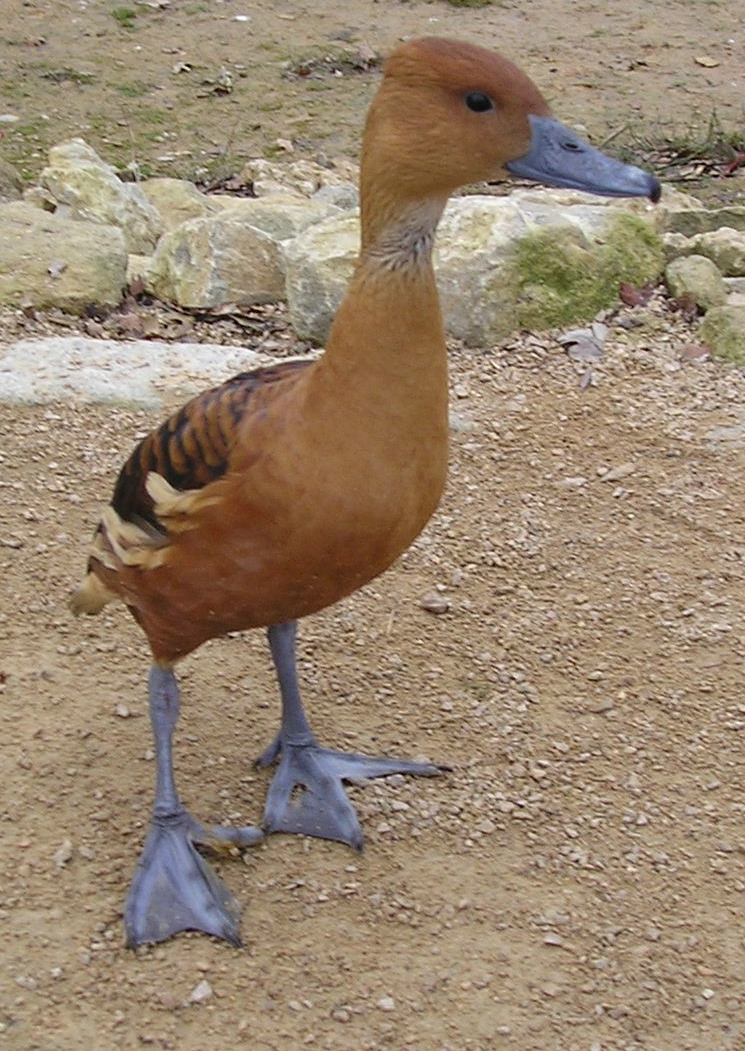
Dendrocygne siffleur
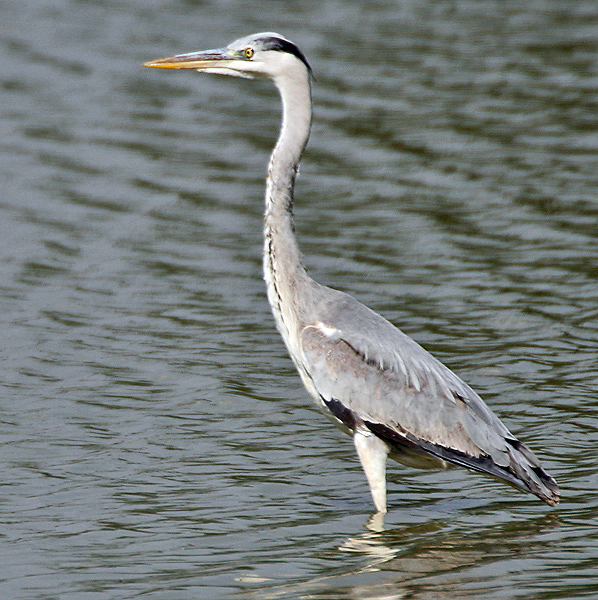
Héron cendré
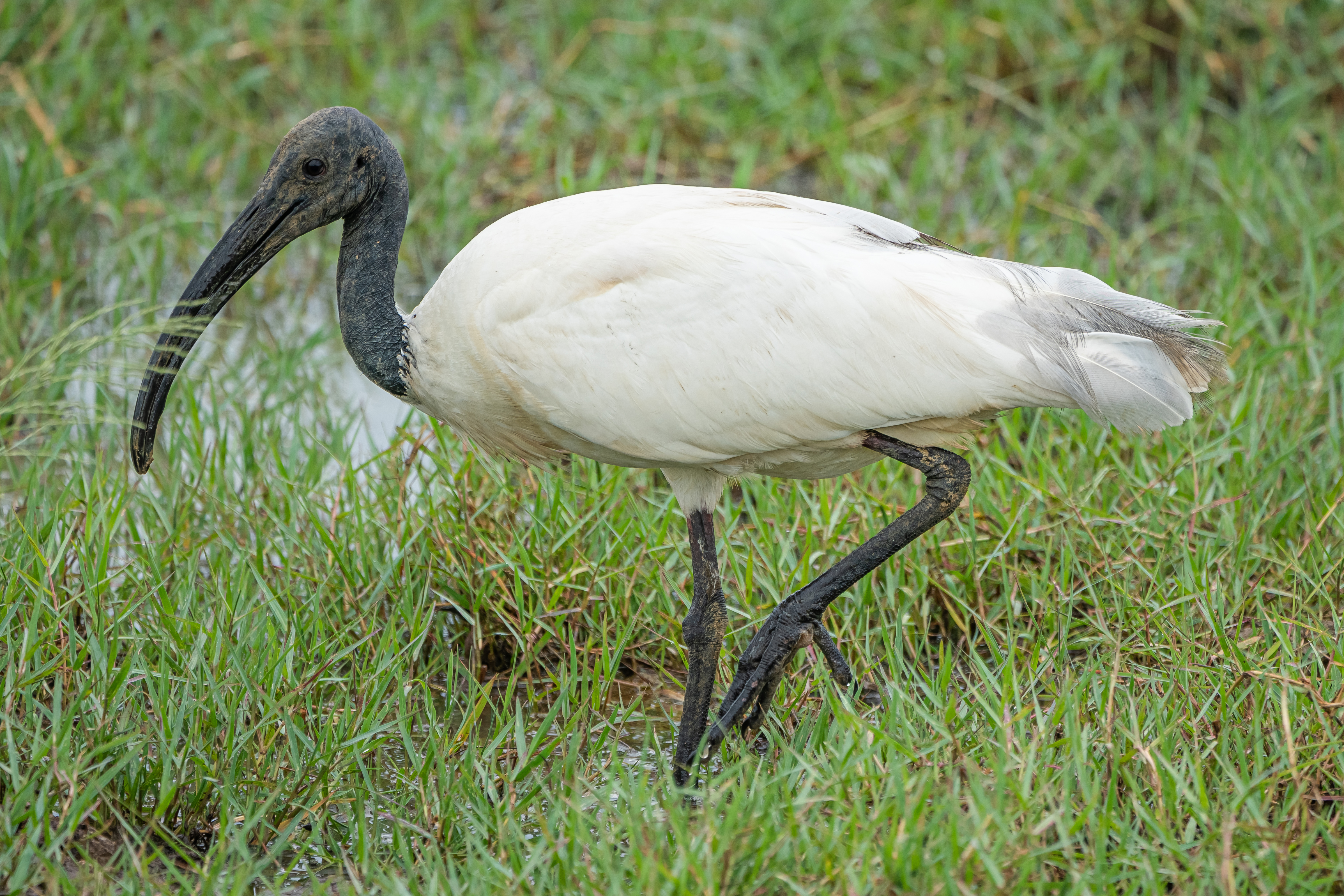
Ibis à tête noire
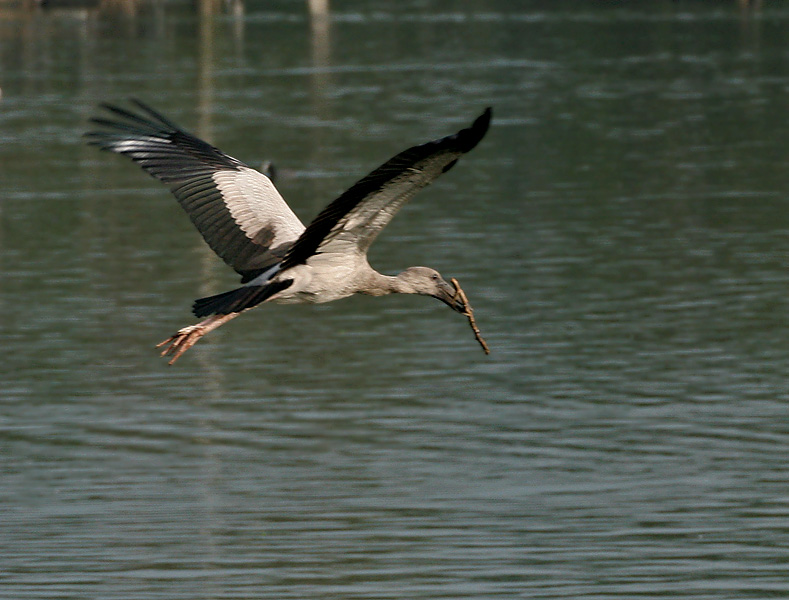
Bec-ouvert indien